# ¡Vivan las Antipodas!
Pour plus de détails, voir Fiche technique et Distribution.
¡Vivan las antípodas! est un film documentaire réalisé par Viktor Kossakovski, sorti en 2011.

## Synopsis
Viktor Kossakovski a filmé huit antipodes autour du monde : Chine et Argentine, Espagne et Nouvelle-Zélande, Chili et Russie, Botswana et Hawaï.

## Fiche technique
- Titre : ¡Vivan las antípodas!
- Réalisation : Viktor Kossakovski
- Musique : Aleksandr Popov
- Photographie : Viktor Kossakovski
- Montage : Viktor Kossakovski
- Production : Christian Angermayer et Heino Deckert
- Société de production : Arte, CORFO, CTC Network, Film House Germany, Gema Films, Jan Vrijman Fund, Lemming Film, Ma.Ja.De Filmproduktion, NHK, Producciones Aplaplac, Vrijzinnig Protestantse Radio Omroep, YLE TV2 et ZDF
- Société de distribution : Potemkine Films (France)
- Pays :  Allemagne,  Argentine,  Pays-Bas et  Chili
- Genre : Documentaire
- Durée : 108 minutes
- Dates de sortie : 
  -  Argentine : 5 novembre 2011 (Festival Internacional de Cine de Mar del Plata)
  -  France : 6 mars 2013

## Accueil
- Studio Ciné Live : [1]